# Банных, Владимир Михайлович
Влади́мир Миха́йлович Ба́нных (11 мая 1952, Львов — 1 апреля 2024) — советский и российский художник-постановщик, актёр.

## Биография
В. М. Банных родился 11 мая 1952 года.
В 1975 году окончил Саратовское художественное училище, а в 1982 году — художественный факультет Всесоюзного государственного института кинематографии (ВГИКа).
По окончании ВГИКа был принят художником-постановщиком в штат киностудии «Ленфильм». В 1983 году дебютировал в кинематографе — по его эскизам был снят короткометражный художественный фильм Объездчик режиссёра Александра Бибарцева. В основном сотрудничал с такими режиссёрами, как Вячеслав Сорокин, Виктор Аристов, Виктор Бутурлин, Александр Рогожкин.
Член Санкт-Петербургского Союза художников.
Умер 1 апреля 2024 года в возрасте 71 года.

## Фильмография
1. 1983 — Объездчик (короткометражный) (новелла в киноальманахе «Особый случай») (Режиссёр-постановщик: Александр Бибарцев)
2. 1984 — Жил-был доктор… (Режиссёр-постановщик: Вячеслав Сорокин)
3. 1985 — Порох (Режиссёр-постановщик: Виктор Аристов)
4. 1986 — Плата за проезд (Режиссёр-постановщик: Вячеслав Сорокин)
5. 1988 — Трудно первые сто лет (Режиссёр-постановщик: Виктор Аристов)
6. 1988 — Хлеб — имя существительное (ТВ) (совместно с Павелом Пархоменко) (Режиссёр-постановщик: Григорий Никулин)
7. 1989 — Торможение в небесах (Режиссёр-постановщик: Виктор Бутурлин)
8. 1990 — Сатана (Режиссёр-постановщик: Виктор Аристов)
9. 1991 — Миф о Леониде (Режиссёр-постановщик: Дмитрий Долинин)
10. 1993 — Счастливый неудачник (Режиссёр-постановщик: Валерий Быченков)
11. 1994 — Колечко золотое, букет из алых роз (ТВ) (Режиссёр-постановщик: Дмитрий Долинин)
12. 1997 — Светлана (короткометражный) (Режиссёр-постановщик: Надежда Якушева)
13. 1998 — Тоталитарный роман (Режиссёр-постановщик: Вячеслав Сорокин)
14. 2000 — Убойная сила. Фильм 1. Служебное соответствие (Режиссёр-постановщик: Александр Рогожкин)
15. 2000 — Убойная сила. Фильм 2. Рикошет (Режиссёр-постановщик: Виктор Бутурлин)
16. 2000 — Убойная сила. Фильм 3. Умирать подано (Режиссёр-постановщик: Виктор Бутурлин)
17. 2001 — Убойная сила 2 (телесериал) (совместно с Вадимом Гринбергом) (Режиссёры-постановщики: Александр Рогожкин, Виктор Бутурлин, Вячеслав Сорокин, Александр Бурцев, Евгений Аксёнов, Родион Нахапетов)
18. 2001 — Убойная сила 3. Фильм 1. Предел прочности (Режиссёр-постановщик: Сергей Снежкин)
19. 2001 — Убойная сила 3. Фильм 2. Спидвей (Режиссёр-постановщик: Вячеслав Сорокин)
20. 2001 — Убойная сила 3. Фильм 3. Закон перспективы (Режиссёр-постановщик: Евгений Аксёнов)
21. 2002 — Время любить (сериал) (совместно с Виктором Дроздовым, Михаил Гаврилов) (Режиссёр-постановщик: Виктор Бутурлин)
22. 2005 — Всё золото мира (сериал) (Режиссёр-постановщик: Андрей Щепочкин)
23. 2005 — Лабиринты разума. Фильм 8. Исполнитель (Режиссёр-постановщик: Евгений Аксёнов)
24. 2005 — Семья (сериал) (совместно с Андреем Пастушенко, Виктором Дроздовым) (Режиссёры-постановщики: Юрий Владовский, Иван Криворучко)
25. 2007 — Ликвидация (сериал) (совместно с Александром Кондратовым, Татьяной Лаптевой-Кондратовой, Людмилой Ромашко) (Режиссёр-постановщик: Сергей Урсуляк)
26. 2009 — Летучий отряд. Фильм 1. Порт (Режиссёр-постановщик: Юрий Оленников)
27. 2009 — Летучий отряд. Фильм 2. В тихом омуте (Режиссёр-постановщик: Юрий Оленников)

#### Роли в кино
- 2005 — Всё золото мира — эпизод

## Признание и награды
- Лауреат премии Советских профсоюзов в области литературы и искусства (1989).
- Почётный кинематографист России.